# أزمة الحكومة التشيكية 2017
أزمة الحكومة التشيكية بدأت الأزمة الحكومية في شهر مايو 2017، نتيجة للشك في أن وزير المالية وزعيم حزب أنو 2011 التشيكي وشريك الائتلاف الحاكم أندريه بابيس قد تهرب من ضرائب متعلقة بأنشطته التجارية.

## التاريخ
في شهر مارس 2017 طلب مجلس النواب أندريه بابيس زعيم حزب أنو 2011 ووزير المالية لتوضيح وضعه المالي. في أبريل 2017 ذكر بابيس في رسالة أن جميع أنشطته المالية قانونية. قال رئيس مجلس النواب جان هاماسك أنه لا يعتبر التفسير كافيًا. في 2 مايو 2017 ذكر رئيس الوزراء بوهوسلاف سوبوتكا أن بابيس يجب أن يستقيل.
أعلن بوهوسلاف سوبوتكا في 2 مايو أنه سيستقيل، مما سيؤدي إلى تشكيل حكومة جديدة لا تشمل بابيس، ووصف بابيس قرار سوبوتكا بأنه «خدعة قذرة». طُرح اسمي لوبومير زوراليك وميلان تشوفانيك وهما عضوان في الحزب الاشتراكي الديمقراطي التشيكي كبديلين محتملين لسوبوتكا الذي يعمل رئيسًا للوزراء. كان سوبوتكا قد خطط في البداية لتقديم استقالته إلى الرئيس ميلوش زيمان في 4 مايو 2017، لكنه قرر في وقت لاحق الاستقالة في 20 مايو عندما يعود زيمان من زيارة إلى الصين. شرع زيمان في الدعوة لاستقالة الحكومة ورئيس الوزراء، الأمر الذي اعتبره لسوبوتكا إهانة. قرر سوبوتكا عدم الاستقالة بعد قرار رئيس البلاد، وفي 5 مايو 2017 أعلن زيمان أنه سيبح عن بدل لبابيس لإدارة الحكومة.
أشاد قادة توب 09 وكدو-شيسل بقرار سوبوتكا. ودعا بيتر فيالا زعيم الحزب الديمقراطي المدني إلى إجراء انتخابات مبكرة، وذكر أن قرار سوبوتكا لن يؤدى إلا إلى تفاقم الأزمة. ذكر العديد من السياسيين أن مراسم الاستقالة كانت مخزية بالنسبة للجمهورية التشيكية. أعلن زيمان في 8 مايو 2017 أنه لم يقبل استقالة بابيس من الحكومة بعد، وسوف يتخذ قرارًا نهائيًا بشأنها فور عودته من الصين. وقد انتقد العديد من السياسيين والمحامين هذا القرار على أنه غير دستوري.
في 10 مايو 2017، أقيمت في براغ مظاهرة ضمت 20.000 شخص ضد أعمال الرئيس زيمان ورئيس الوزراء بابيس، ونظمت مظاهرات أخرى في جميع أنحاء البلد.
دعا زيمان إلى عقد اجتماع لزعماء الأحزاب الائتلافية في ليبيريتس. لم يتمكن سوبوتكا من المشاركة لأنه ذهب إلى لوكسمبورغ في 10 مايو، ولكن زيمان التقى بشوفانيتش وبابيس وبافيل بولوبرادك. قدم زيمان حلَّين ممكنين للأزمة إنا بانتخابات جديدة أو تشكيل حكومة جديدة بدون سوبوتكا أو بابيس. أعلن حزب أنو 2011 أنهم مستعدون لمناقشة حكومة لا تشمل سوبوتكا أو بابيس.